# Liste de grands nombres
En mathématiques, grand nombre n'a pas de sens bien défini : d'une part, l'« ensemble des grands nombres entiers » admettrait un plus petit élément, créant un paradoxe analogue à celui du paradoxe des nombres intéressants ; d'autre part, tout « grand nombre » N est ridiculement petit devant, par exemple, 2N. Ces deux remarques banales ont cependant pu être exploitées pour donner naissance, la première, à celle d'entier non standard, la seconde, à la notion d'entier inaccessible.

## Quelques grands nombres finis (classés par ordre de grandeur)
- {\displaystyle 6,022\times 10^{23}} est une approximation du nombre d'Avogadro (nombre d'entités dans une mole)
- {\displaystyle 10^{100}} est le gogol. Ce terme a été suggéré par le neveu, âgé de 9 ans, du mathématicien américain Edward Kasner, mort en 1955.
- {\displaystyle 10^{120}} est le nombre de Shannon, une approximation, de sa part, du nombre de parties possibles au jeu d'échecs
- {\displaystyle 10^{140}} est l'Asamkhyeya
- {\displaystyle 10^{600}}, le plus grand nombre accepté en lexicographie dans le système des puissances de dix, est le centillion[réf. souhaitée], utilisé pour la première fois en 1952. Il s'agit de la 100e puissance d'un million, soit 1 suivi de 600 zéros.
- {\displaystyle 10^{({10}^{100})}} est le gogolplex
- {\displaystyle {10}^{\,\!4\times 2^{10000}}} est le myryllion
- La fonction d'Ackermann est connue pour générer de très grands nombres à partir du moment où les arguments sont assez grands. Ainsi, A(4,4) est déjà immensément plus grand que tous les nombres précédents.
- Le nombre de Graham G (ou g64) (il concerne les hypercubes et la théorie de Ramsey) ne peut plus être noté à l'aide de la fonction d'Ackermann ; il vérifie {\displaystyle 3\rightarrow 3\rightarrow 64\rightarrow 2<G<3\rightarrow 3\rightarrow 65\rightarrow 2} (voir notation des flèches chaînées de Conway)
  - Il est facile de créer des nombres encore plus grands ; un exemple est A(g64,g64) (écrit par xkcd « simplement pour horrifier les mathématiciens »[3])
  - Cependant, ce dernier nombre est en fait lui aussi plus petit que {\displaystyle 3\rightarrow 3\rightarrow 65\rightarrow 2}, lui-même immensément plus petit que {\displaystyle 3\rightarrow 3\rightarrow 3\rightarrow 3}.

D'autres exemples sont donnés dans l'article Ordres de grandeur de nombres ; l'article Hiérarchie de croissance rapide donne des moyens de construction de nombres (finis) dépassant toutes les notations précédemment mentionnées. Voir enfin l’article Nombre de Rayo pour une description d’un nombre bien plus grand encore.

## Nombres infinis
En théorie des ensembles on définit des nombres infinis, appelés nombres ordinaux, qui prolongent en l'incluant la suite des entiers naturels. L'idée est qu'un ordinal est l'ensemble de ses prédécesseurs, ainsi le plus petit ordinal infini est l'ensemble des ordinaux finis c'est-à-dire l'ensemble N des entiers naturels. Le processus de construction continue indéfiniment et par exemple le deuxième ordinal infini comporte tous les entiers plus N. Parmi ces nombres ordinaux, qui cernent la notion de bon ordre, on définit  des nombres dits cardinaux, qui eux, cernent la notion intuitive de nombre d'éléments. Parmi ces nombres cardinaux, certains particulièrement grands sont justement appelés grands cardinaux et cardinaux inaccessibles.